# Federação Gaúcha de Xadrez

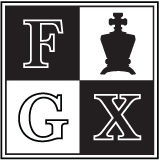
Emblema oficial da FGX.

A Federação Gaúcha de Xadrez (FGX), fundada em 30 de dezembro de 1943, é a entidade máxima do xadrez no Estado do Rio Grande do Sul, Brasil. Organiza todos os torneios oficiais no estado, promove o esporte em âmbito regional e apoia iniciativas relacionadas ao xadrez. A federação responde à Confederação Brasileira de Xadrez (CBX).
A participação dos enxadristas na FGX se dá por meio da filiação, que envolve inscrição e pagamento de pequena anuidade. Os clubes e departamentos de xadrez também podem se filiar, competindo a eles os votos que elegem a diretoria da entidade. O funcionamento da FGX é regido por seu estatuto e a entidade divulga calendário anual de eventos, disponível em seu site. Os filiados podem se candidatar à organização de competições oficiais, devendo atender aos requisitos estabelecidos (chamados de encargos e também disponíveis no site da FGX). [carece de fontes?]

## História
A primeira agremiação de xadrez do estado foi o Clube de Xadrez Brasil, de Santa Maria, fundado em 1921. A seguir surgiram o departamento de xadrez do Clube Comercial de Pelotas (1926), o Clube Pelotense de Xadrez (1932), o departamento de xadrez do Centro Paulista do Rio Grande do Sul (1933) e o Clube Porto-Alegrense de Xadrez (fundado em data incerta nos anos 1930). Em 1937 foi fundado em Porto Alegre o Metrópole Xadrez Clube, que durante várias décadas foi o mais importante centro enxadrístico do RS. No ano seguinte a Sogipa inaugurava seu departamento de xadrez.[carece de fontes?] Outros departamentos de xadrez criados nos anos 1930 foram os do Clube Caixeiral de Pelotas e do Banco da Província, em Porto Alegre. Em 1942, um grupo de funcionários das Lojas Renner, em Porto Alegre, criou o Renner Xadrez Clube, que logo rivalizaria em importância com o Metrópole e a Sogipa.
Em 1943, por iniciativa do Metrópole, do Renner Xadrez Clube, do departamento de xadrez da Sogipa e do Centro Paulista do RS, foi criada a Federação Rio-Grandense de Xadrez. Segundo registrou Arno Knorre no livro A vida do Renner Xadrez Clube, esse foi o ressurgimento da federação. Não constam dados, porém, sobre a primeira fundação da entidade ou como se desenvolveram suas atividades anteriores. Desde então a federação manteve-se ativa, adotando a partir de 1986 a denominação atual.
Entre os clubes pioneiros, permanecem em atividade somente o Clube Pelotense de Xadrez – o mais antigo no estado –, o Metrópole e a Sogipa. Após um período de crise, nos últimos dois anos o Metrópole voltou a promover eventos e a concentrar intensa atividade enxadrística.[carece de fontes?] Já o departamento de xadrez da Sogipa foi fechado em 1945 e reaberto em 1974, permanecnedo desde então em constante atividade, com numerosos torneios.[carece de fontes?]

### Dirigentes da FGX
Lista de presidentes da Federação Gaúcha de Xadrez.
| Período   | Presidente                    | Vice-presidente                      |
| --------- | ----------------------------- | ------------------------------------ |
| 1943      | Rudi Trein                    | Francisco Carchedi                   |
| 1944      | Rudi Trein*                   | Ramiro Alencastro                    |
| 1945      | Ramiro Alencastro             | Roberto Casaccia                     |
| 1946–1947 | Waldemar Cavalcanti           | —                                    |
| 1948–1950 | Wolney Cardoso                | —                                    |
| 1951–1961 | Jorge Moojen da Rocha         | —                                    |
| 1962–1970 | Oswaldo Schury                | —                                    |
| 1970–1972 | Oswaldo Schury                | Rui Carvalho Gonçalves               |
| 1975–1977 | Oswaldo Schury                | Egon Carli Klein                     |
| 1977–1979 | Júlio Gazzola                 | Gin Dexheimer                        |
| 1979–1981 | Carlos Gomes da Silva e Souza | Augusto Diana Terra                  |
| 1981–1982 | Werner Becker*                | Júlio Gazzola                        |
| 1982      | Antônio Frisina               | —                                    |
| 1982–1984 | Jorge Maciel                  | Milton Weyrich                       |
| 1984–1986 | Duílio Paranhos               | Paulo Evangelista                    |
| 1986–1989 | Francisco Trois               | Gin Dexheimer                        |
| 1989–1990 | Abrão Aspis*                  | Antônio Frisina                      |
| 1990–1991 | Antônio Frisina               | Francisco Trois                      |
| 1991–1994 | Egon Klein                    | Antônio Frisina                      |
| 1995–1997 | Marco Moura*                  | Léo Büllow                           |
| 1998–2000 | José Luiz de Aragão           | Pedro Rauber e André Baldini         |
| 2000–2003 | José Luiz de Aragão           | Ezony Villarinho e Ronald Hillbrecht |
| 2003–2006 | José Luiz de Aragão           | Ladir Brandt e João Carlos Orguim    |
| 2007–2008 | Ladir Brandt                  | César Viegas                         |
| 2009–2010 | Eduardo Vicentini de Medeiros | Marcelo Konrath*                     |
| 2011–2012 | Maikon Cristiano Diel         | Ladir Brandt                         |
| 2013-2014 | Leonel Dornelles              |                                      |
| 2015-2016 | AF Marcelo Konrath            | CM Jorge Alberto Duardes Boabaid     |
| 2017-2018 | AI Cesar Brasil Viegas        | Ronald Hillbrecht                    |

* Não completaram o mandato.

## Campeões gaúchos de xadrez

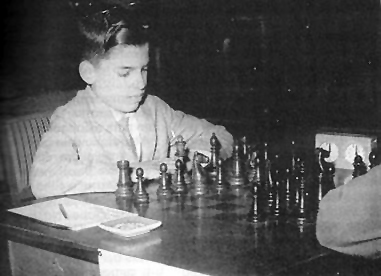
Henrique Mecking aos 12 anos de idade, em 1964.

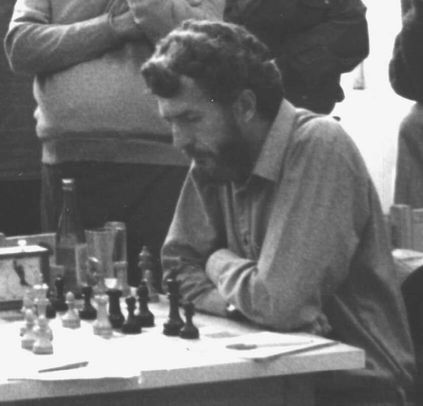
Paulo Sérgio Oliveira na final do Brasileiro de 1991, em Porto Alegre.

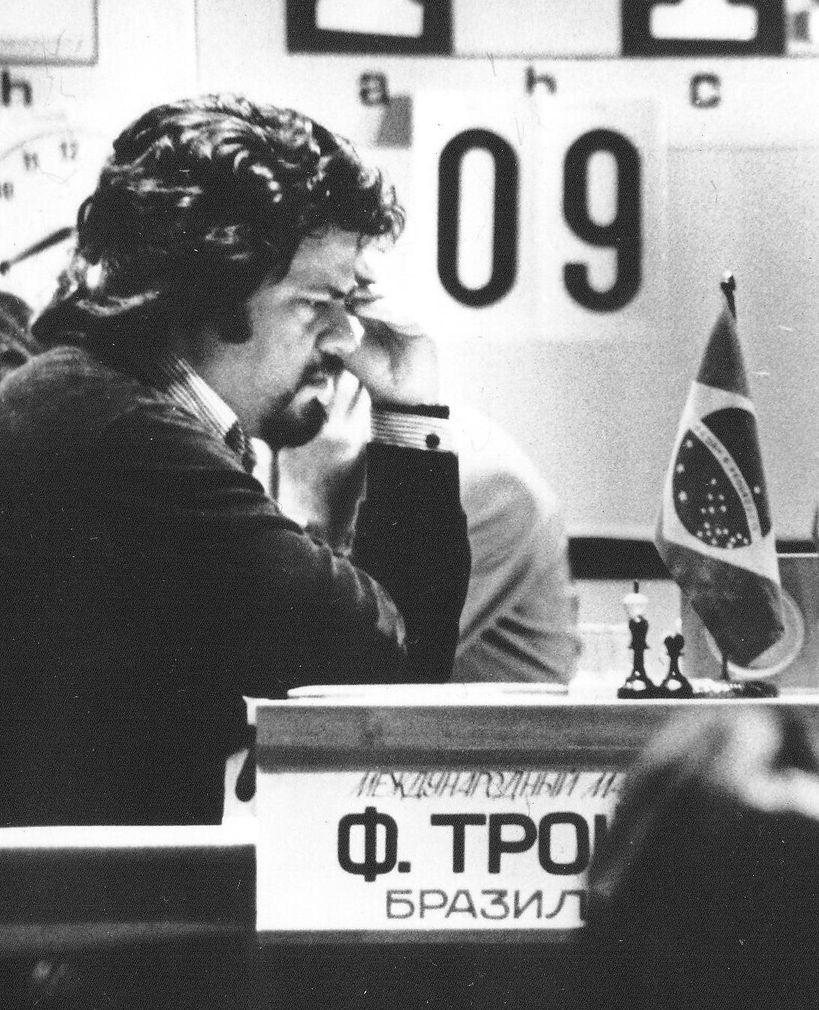
MI Francisco Trois no Interzonal de Riga, Letônia, 1978.

### Campeões com projeção internacional
O enxadrista que mais vezes sagrou-se campeão de xadrez do Rio Grande do Sul é Paulo Sérgio de Castro Oliveira, vencedor absoluto em seis disputas estaduais – 1972, 1987, 1990, 1992, 1993 e 2009 – mantendo uma carreira de destaque por mais de quatro décadas. Além das conquistas gaúchas, Paulo Sérgio teve diversas participações positivas em torneios nos Estados Unidos e foi o vencedor da semifinal do Campeonato Brasileiro em 1989.
O que obteve maior destaque internacional foi sem dúvida Henrique da Costa Mecking, o Mequinho, campeão brasileiro em 1965 e 1967. Mequinho obteve o título de Grande Mestre Internacional de xadrez e esteve entre os dez melhores do ranking mundial na década de 1970. Por duas vezes, venceu o torneio interzonal, classificatório para o campeonato mundial, chegando a figurar como terceiro do mundo em 1978, atrás somente de Anatoly Karpov, então campeão mundial, e do seu vice, Viktor Korchnoi.
Outros dois campeões gaúchos que obtiveram destaque fora do estado foram Francisco Trois, Mestre Internacional e campeão sul-americano de 1978, e Antônio Rocha, também Mestre Internacional e campeão brasileiro de 1964 e 1969. Trois, que se destacou também como árbitro internacional e dirigente, permanece em atividade.[carece de fontes?]
O alemão Erich Eliskases, campeão do estado em 1947 e 1948, foi considerado um dos melhores jogadores do mundo ao final da década de 1930. Ele era um dos muitos mestres europeus que participavam da olimpíada de xadrez na Argentina, em 1939, e não retornaram a seus países de origem devido ao início da II Guerra Mundial. Eliskases inicialmente permaneceu em Buenos Aires, vindo a residir mais tarde em Porto Alegre e São Paulo.

### Campeões absolutos
O termo absoluto é usado para diferenciar o campeão estadual pleno dos campeões de categorias específicas, como veterano, feminino, infantil, juvenil etc.[carece de fontes?]
Diversos campeões gaúchos tornaram-se nomes de destaque no xadrez brasileiro, obtendo resultados expressivos em competições nacionais. Além dos já citados, merecem ser lembrados os fortes enxadristas Pio Fiori de Azevedo, Rogério Sperb Becker, Ivan Boere de Souza, Luiz Ney Menna Barreto, Fabiano Prates, Eduardo Muñoa e Allan Gattass. Ivan Boere, Luiz Ney, Prates e Gattass também obtiveram o título de MF, Mestre da Federação Internacional (o terceiro mais importante, após Grande Mestre e Mestre Internacional). Gattass também sagrou-se vice-campeão estadual em São Paulo, em 2010.
Houve debate sobre o campeonato disputado em 1991. Naquele ano, a final reuniria os quatro classificados na semifinal e os dois maiores ratings do estado. Trois e Paulo Sérgio Oliveira, os dois primeiros do ranking, declinaram o convite para a final. Assim, foram chamados os 3º e 4º colocados, Eduardo Palmeira Fº e Antônio Rogério Crespo. Ambos aceitaram jogar a final, que foi vencida por Crespo. Sérgio Ferreira, outro dos finalistas, questionou a legitimidade dessa vitória porque Crespo também participara da semifinal e não se classificara. O caso foi julgado pelo Tribunal de Justiça Desportiva da FGX, que confirmou o título de Crespo por sete votos a zero. Ferreira recorreu à CBX, que manteve a decisão da FGX.
No ano de 1992 constam dois campeões. Não se trata de empate, mas sim correção do calendário. O então presidente da FGX, Egon Klein, verificou que atrasos na realização de campeonatos anteriores fizeram com que o título em disputa fosse sempre o do ano anterior. Por essa razão, o campeonato de 1973 constava como tendo um campeão desconhecido quando, na verdade, foi jogado com atraso no ano seguinte. Para corrigir essa distorção, em 1992 houve dois campeonatos. Um no início do ano, vencido por Sérgio Ferreira e que representava o título de 1991. E outro ao final do ano, vencido por Paulo Sérgio, que efetivamente valia o campeonato de 1992.
A competição de 1978 terminou empatada e não houve desempate, com o título dividido entre Crespo e Everard.
O vencedor do campeonato de 2008, Felipe Kubiaki Menna Barreto, é filho do também campeão estadual Luiz Ney Menna Barreto.
Em diversas oportunidades, o campeão conclui a competição invicto. São exemplos desse desempenho as campanhas de Mecking (1964), Luiz Ney (1986), Paulo Sérgio (1992) e Allan Gattass (2007).
| Ano  | Campeão                                     |
| ---- | ------------------------------------------- |
| 1944 | Túlio Zoratto                               |
| 1945 | Abrahão Lewinson                            |
| 1946 | Maurício Eidelmann                          |
| 1947 | Erich Eliskases                             |
| 1948 | Erich Eliskases                             |
| 1949 | Salomão Saidenberg                          |
| 1950 | José Antônio Oliveira                       |
| 1951 | Nilde Garrido                               |
| 1952 | Salomão Saidenberg                          |
| 1953 | Carlos Peixoto                              |
| 1954 | Fernando Caldas Kruel                       |
| 1955 | não houve campeonato                        |
| 1956 | Carlos Peixoto                              |
| 1957 | Carlos Peixoto                              |
| 1958 | Arrigo Prosdocimi                           |
| 1959 | Pio Fiori de Azevedo                        |
| 1960 | Pio Fiori de Azevedo                        |
| 1961 | Pio Fiori de Azevedo                        |
| 1962 | Carlos Alberto Alvaro de Oliveira           |
| 1963 | Carlos Peixoto                              |
| 1964 | Henrique Costa Mecking                      |
| 1965 | Neri Silveira                               |
| 1966 | Antônio Rocha                               |
| 1967 | Francisco Ricardo Terres Trois              |
| 1968 | Mario Everard Júnior                        |
| 1969 | Francisco Ricardo Terres Trois              |
| 1970 | Francisco Ricardo Terres Trois              |
| 1971 | Roberto Kampitz                             |
| 1972 | Paulo Sérgio de Castro Oliveira             |
| 1974 | Edgar Pereira                               |
| 1975 | Renato Midugno                              |
| 1976 | Roberto Luiz Lemos                          |
| 1977 | Mario Everard Júnior                        |
| 1978 | Antônio Rogério Crespo Mario Everard Júnior |
| 1979 | Luiz Fasolo                                 |
| 1980 | Rogério Sperb Becker                        |
| 1981 | Rogério Sperb Becker                        |
| 1982 | Rogério Sperb Becker                        |
| 1983 | Mário Rogério Iwakura                       |
| 1984 | Ivan Boere de Souza                         |
| 1985 | Luiz Ney Menna Bareto                       |
| 1986 | Luiz Ney Menna Barreto                      |
| 1987 | Paulo Sérgio de Castro Oliveira             |
| 1988 | Márcio Merg Vaz                             |
| 1989 | Márcio Merg Vaz                             |
| 1990 | Paulo Sérgio de Castro Oliveira             |
| 1991 | Antônio Rogério Crespo                      |
| 1992 | Sérgio Antônio Ferreira                     |
| 1992 | Paulo Sérgio de Castro Oliveira             |
| 1993 | Paulo Sérgio de Castro Oliveira             |
| 1994 | Fabiano Fortes Prates                       |
| 1995 | André Freitas                               |
| 1996 | André Freitas                               |
| 1997 | não houve campeonato                        |
| 1998 | Átila Fernandes                             |
| 1999 | Francisco Horacio Dejeanne                  |
| 2000 | Fabiano Fortes Prates                       |
| 2001 | Rogério Sperb Becker                        |
| 2002 | Eduardo Muñoa da Silva                      |
| 2003 | Carlos Born                                 |
| 2004 | Fabiano Fortes Prates                       |
| 2005 | Eduardo Muñoa da Silva                      |
| 2006 | Rodrigo Bruscato                            |
| 2007 | Allan Gattass                               |
| 2008 | Felipe K. Menna Barreto                     |
| 2009 | Paulo Sérgio de Castro Oliveira             |
| 2010 | Rodrigo da Silva Borges                     |
| 2011 | Carlos Born                                 |
| 2012 | Eduardo Muñoa da Silva                      |
| 2013 | Anderson Donay Martins                      |
| 2014 | Marcelo Alves Burgos                        |
| 2015 | Rodrigo da Silva Borges                     |
| 2016 | Dayan Khun Deste                            |
| 2017 | Anderson Martins                            |
| 2018 | Vitor Hugo Ferreira                         |
| 2021 | Vitor Hugo Ferreira                         |
| 2022 | Rodrigo da Silva Borges                     |

### Campeões juvenis
O campeonato estadual juvenil não vem sendo organizado há alguns anos, mas nas décadas de 1980 e 1990 era a segunda competição mais importante do estado, classificando os dois primeiros colocados para o campeonato nacional da categoria e também concedendo vaga na fase final do campeonato gaúcho.[carece de fontes?]
| Ano  | Campeão              | Vice-campeão      |
| ---- | -------------------- | ----------------- |
| 1986 | Márcio Vaz           | Kleber Zimmermann |
| 1987 | Kleber Zimmermann    | Márcio Vaz        |
| 1988 | Álvaro Padilha       | Rui Richter       |
| 1989 | Anderson Vieira      | Marco Borges      |
| 1990 | Miguel Ângelo Santos | Igor Freiberger   |
| 1991 | Marco Borges         | Fabiano Prates    |
| 1992 | Fabiano Prates       | —                 |

## Revista Mate de Peão
Em 1994, sob a direção de Egon Klein, a FGX lançou a revista Mate de Peão, publicação mensal destinada a divulgar os eventos locais e também informar os enxadristas sobre competições nacionais e internacionais. A revista era a evolução do Boletim da FGX, informativo distribuído gratuitamente desde 1992 e que teve 12 edições.
A Mate de Peão não foi a primeira iniciativa desse tipo no estado já que em 1971 o enxadrista Claudecir Pacheco lançou a revista Nosso Xadrez, também em Porto Alegre. Contudo, ao passo que a Nosso Xadrez durou menos de um ano e apenas cinco edições, a revista Mate de Peão circulou durante mais de três anos e teve 27 edições. Quando sua publicação foi interrompida, somava mais de 300 assinantes – números de destaque considerando a escassa circulação obtida por revistas do gênero no Brasil.
Neste mesmo período, a FGX estabeleceu convênio com a empresa alemã ChessBase GmbH, propiciando a filiados e assinantes a aquisição de programas de xadrez a preços promocionais. O convênio se baseou em condição tributária favorável vigente na época – o software era equiparado ao livro e não pagava imposto de importação. Isso permitiu que programas como Fritz e ChessBase chegassem aos enxadristas de forma legalizada e com preços mais baixos.
A Mate de Peão era mantida apenas com a venda de assinaturas e teve prontos os originais das edições 28 e 29, que não chegaram a circular devido a problemas enfrentados pela federação na época. Foi dirigida por Egon Klein e Antonio Rogério Crespo (edições 01 a 04), Egon Klein (edições 05 a 12) e Igor Freiberger (edições 13 a 29).